# Vinterkrigen (film)
Vinterkrigen (finsk: Talvisota) er en finsk krigsfilm fra 1989. Filmen er baseret på Antti Tuuris roman med samme navn.

## Handling
Filmen skildrer de to brødre Martti og Paavo Hakala (Taneli Mäkelä og Konsta Mäkelä), som sammen med andre reservister fra Kauhava i oktober 1939 bliver indkaldt på grund af den øgende spænding mellem Finland og Sovjetunionen. Martti and Paavos tropper er underordnet det finske infanteriregimentet "Jr23", som næsten udelukkende består af mænd fra Södra Österbotten.
Den 30. november 1939 overskred russiske panservogne grænsen til Finland og hundredvis af bombefly kom flyvende over Helsingfors. Med knusende våbenmagt og uden forvarsel, slog Den Røde Hær til med fuld kraft. I over hundrede dage, den koldeste vinter i mands minde, kæmper de finske soldater i "Jr23" i stort mindretal og under umenneskelige forhold. Filmen blev udgivet i Finland og i Sverige på 50-årsdagen for Vinterkrigens begyndelse, som varede fra 30. november 1939 til 13. marts 1940.
Vinterkrigen skildrer krigens ubarmhjertige virkelighed med brutal og smertefuld realisme. Den regnes for at være en af tidens bedste og mest autentiske krigsskildringer. Filmen bruger også et stort antal af historisk korrekte våben og køretøjer, såsom kampvognen T-26, bombeflyet SB-2, jagerflyet Polikarpov I-16 og panserværnskanonen 37 PstK/36. Animerede specialeffekter blev brugt til at simulere lyssporsprojektiler.

## Priser
Pekka Parikka blev nomineret til en Gullbjørn i kategorien for bedste instruktør på Filmfestivalen i Berlin i 1990. 
På Jussi filmfestival samme år blev den tildelt 6 priser i følgende kategorier: 
- Bedste skuespiller i hovedrolle (Taneli Mäkelä)
- Bedste koordinator (Raimo Mikkola)
- Bedste instruktør (Pekka Parikka)
- Bedste musik (Juha Tikka)
- Bedste lydoptagelser (Paul Jyrälä og team)
- Bedste skuespiller i birolle (Vesa Vierikko)

Filmen fik også en pris i kategorien for bedste mandlige hovedrolle i Rouen Nordisk Film Festival.

## TV-serier
En udvidet TV-version blev også fremstillet, bestående af 5 episoder, hver med en varighed på ca. 50 minutter. Serien er blevet vist tre ganger på finsk fjernsyn (1991, 1999 og 2009).

## Rolleliste
- Taneli Mäkelä – Martti Hakala
- Vesa Vierikko – Jussi Kantola
- Timo Torikka – Pentti Saari
- Heikki Paavilainen – Vilho Erkkilä
- Antti Raivio – Erkki Somppi
- Esko Kovero – Juho Pernaa
- Martti Suosalo – Arvi Huhtala
- Markku Huhtamo – Aatos Laitila
- Matti Onnismaa – Veikko Korpela
- Konsta Mäkelä – Paavo Hakala
- Tomi Salmela – Matti Ylinen
- Samuli Edelmann – Mauri Haapasalo
- Vesa Mäkelä – Yrjö Haavisto
- Aarno Sulkanen – Bataljonssjef Sihvo
- Kari Kihlström – Jorma Potila
- Esko Nikkari – Yrjö 'Ylli' Alanen